# Janga (montanha)
Janga ou Jangi-Tau ( em georgiano:  ჯანღა, Džangi-Tau ) é um cume na parte central da Cordilheira do Grande Cáucaso . Situa-se na fronteira de Suanécia ( Geórgia ) e Cabárdia-Balcária ( Rússia ). A elevação da montanha é 5,051 metros acima do nível do mar. As encostas da montanha são fortemente glaciais. Eles são mais famosos pelos vulcões adormecidos que estão escondidos sob as calotas polares. [carece de fontes?]